# 비공식 축구 세계 챔피언
비공식 축구 세계 챔피언(Unofficial Football World Championships, UFWC)은 권투나 프로 레슬링의 챔피언을 결정하는 방법으로 정해진 세계 최고의 축구팀이다. 현재 챔피언은 스웨덴으로 2025년 6월 10일에 친선 경기에서 알제리를 누르고 타이틀을 차지하였다.
비공식 축구 세계 챔피언은 스코틀랜드 팬들이 농담삼아 1966년 FIFA 월드컵을 우승한 잉글랜드를 꺾은 일을 말하며 시작되었다. 잉글랜드는 월드컵 이후 첫 패배였으며 공식 챔피언을 꺾은 스코틀랜드는 비공식 세계 챔피언이 된 것이다.
수년 후 이 아이디어에서 시작된 연구 결과를 보여주는 웹사이트가 생성되었다. 이 웹사이트는 포포투에 소개되며 홍보가 되었다. 비공식 축구 세계 챔피언은 FIFA의 주관이 아니며 공식적으로 후원되지도 않는다.

## 역사
비공식 축구 세계 챔피언의 역사를 추적하기 시작한 것은 비교적 최근의 일이지만, 정해진 규칙은 마치 최초의 국제 경기시절부터 경기를 분석해 온 것처럼 보이게 하고 있다.

### 초창기
최초의 국제 축구 경기는 1872년 11월 30일 해밀턴 크레센트에서 열린 잉글랜드와 스코틀랜드의 경기로 0 대 0 무승부로 끝났다. 따라서 비공식 축구 세계 챔피언은 1873년 3월 8일 두 팀이 케닝턴 오벌에서 다시 맟붙을 때까지 공석으로 남아있었다. 이 경기에서 잉글랜드가 4 대 2로 이김으로써 최초의 비공식 축구 세계 챔피언이 되었다. 1876년 웨일스가 이 경쟁에 참가하였고 1882년에는 아일랜드가 참가하였다. 1903년 3월 아일랜드가 스코틀랜드를 2 대 0으로 이길 때까지 타이틀은 스코틀랜드와 잉글랜드 사이에서만 이동하였다. 웨일즈는 1907년 3월 스코틀랜드를 1 대 0으로 이기면서 처음으로 챔피언이 되었다.
스코틀랜드는 이듬해 타이틀을 다시 찾아왔다. 이동안 잉글랜드는 오스트리아와 경기를 치르며 유럽 무대로의 진출을 하였으나 스코틀랜드는 그러지 않았고 타이틀을 계속 보유하게 되었다. 1909년 말 잉글랜드는 브리튼 제도 밖의 팀과 처음으로 방어전을 치르었다.
1927년 아일랜드가 잉글랜드를 2 대 0으로 누르고 세 번째 타이틀을 획득하였다. 이 당시 두 팀이 동시에 아일랜드라는 이름을 가지고 있었는데 이 때 타이틀을 차지한 것은 나중에 북아일랜드가 되는 벨파스트를 중심으로 하는 아일랜드 축구 협회의 팀이었다.
홈 네이션스의 팀들은 1930년, 1934년 그리고 1938년 월드컵에 모두 불참하였기에 타이틀은 브리튼 제도 안에 머물렀고, 제1차 세계 대전과 제2차 세계 대전으로 인해 축구의 전 세계화 움직임은 더욱 힘들어지게 되었다.

### 홈 네이션스 밖으로 나온 타이틀과 2차 세계대전 전후
1931년 오스트리아가 스코틀랜드를 이기면서 처음으로 타이틀이 브리튼 제도 밖으로 나왔다. 하지만 몇달 후 다시 홈 네이션스로 돌아왔고 1930년대의 마지막 몇개월을 제외하고는 다시 홈 네이션스 4개국 안에서만 머물게 되었다. 1940년대에 들어서 타이틀은 유고슬라비아가 잉글랜드를 잡으면서 다시 유럽 대륙 국가들을 돌아다녔는데 추축국이었던 이탈리아가 유고슬라비아를 잡아내면서 제2차 세계 대전 동안은 추축국과 중립국 사이에서만 이동하였다. 종전 후 잉글랜드가 스웨덴을 잡으면서 다시 타이틀은 연합국에게로 넘어가게 된다.

### 세계화
타이틀을 잠시 스코틀랜드에게 빼앗겼다가 다시 찾아온 잉글랜드는 1950년 FIFA 월드컵에서 미국에 패배하면서 타이틀을 넘겨주고 말았다. 이는 처음으로 타이틀이 아메리카 대륙으로 넘어간 일이었고 이 후 16년간 거의 대부분을 아메리카 대륙에서 챔피언을 배출하였다.

FIFA의 지역 구분

이 기간 동안 퀴라소가 북중미 골드컵 대회에서 멕시코를 2 대 1로 이기고 4일간 타이틀을 보유하게 되었는데 이는 챔피언에 오른 가장 작은 국가로 기록되고 있다. 비공식 축구 세계 챔피언은 1966년 FIFA 월드컵을 앞두고 소련에 의해 다시 유럽으로 돌아오게 되었다. 이로 인해 비공식 축구 세계 챔피언의 시작이 된 1967년의 잉글랜드와 스코틀랜드와의 경기는 진정한 타이틀 방어전이 될 수 있었다. 타이틀은 1978년까지 유럽에 머물렀다가 1978년 FIFA 월드컵에서 아르헨티나가 우승하며 타이틀을 획득하였다. 타이틀은 1982년 FIFA 월드컵에서 페루가 폴란드에 패배하기까지 남아메리카에 머물렀다. 이 후 10년간 타이틀은 1년간 아르헨티나에 머문 것을 제외하면 다시 유럽에서만 이동하였다.
1992년 타이틀은 다시 미국에 넘어갔으며 이를 오스트레일리아가 잡으면서 오세아니아 팀 최초로 타이틀을 획득하였다. 이후 아르헨티나에게 패배하면서 남아메리카 각 국을 돌아다니다가 대한민국이 콜롬비아를 이기면서 아시아 국가로서는 처음으로 챔피언이 되었다. 대한민국은 유고슬라비아와의 다음 경기에서 타이틀을 빼앗겼으며 이 후 1998년 3월 25일 독일이 친선경기에서 브라질에 패배할 때까지 유럽에 머물렀다. 아르헨티나가 다시 친선경기에서 브라질에 승리하였고 1998년 FIFA 월드컵에 타이틀을 가지고 참가하였다.
프랑스는 결승전에서 브라질을 꺾으면서 1978년 아르헨티나처럼 홈에서 열린 월드컵대회 우승을 하였고 타이틀을 획득하였다. 잉글랜드는 UEFA 유로 2000 대회에서 잠시 보유한 타이틀이 마지막이 되었다. 네덜란드가 2002년 3월 27일 타이틀을 보유하게 되었지만 2002년 FIFA 월드컵 진출에 실패하게 되면서 다시 한번 비공식 챔피언이 공식 챔피언 자리에 도전하게 되는 것이 불가능하게 되었다. 네덜란드는 2003년 9월 10일까지 타이틀을 보유하다가 체코에 3 대 1로 패배하며 타이틀을 넘겨주었다.
체코는 친선경기에서 아일랜드에 패배하기 전까지 단지 몇 경기만을 방어했다. 아일랜드가 나이지리아에 패하면서 처음으로 아프리카 국가가 타이틀을 소유하게 되었다. 곧이어 앙골라가 타이틀을 획득하였고 2004년 말부터 2005년 초까지 타이틀을 지켜냈다. 이 후 짐바브웨가 타이틀을 획득하여 6개월간을 지켜냈고 이 후 나이지리아가 2005년 10월 8일 다시 타이틀을 획득하였다. 나이지리아는 루마니아에 패배하였고 6개월 후 타이틀은 우루과이에 넘어가게 되었다. 우루과이는 2004년 이후 가장 FIFA 랭킹이 높은 챔피언이었으나 2006년 FIFA 월드컵 본선 진출에 실패하였고 이로 인해 2회 연속으로 비공식 챔피언과 공식 챔피언이 통합되는데 실패하였다.

### 유럽으로의 귀환
타이틀은 2006년 11월 15일 조지아가 차지하면서 다시 유럽으로 돌아오게 된다. 2007년 3월 24일 조지아는 비공식 축구 세계 챔피언 역사상 가장 성공한 팀인 스코틀랜드에 패배하였고 이는 웸블리 스타디움에서 잉글랜드를 이기고 챔피언이 되어 비공식 축구 세계 챔피언의 시초가 된 후 약 40여년 만에 타이틀을 다시 찾아온 순간이었다. 4일 뒤 스코틀랜드는 타이틀을 월드컵 챔피언 이탈리아에게 넘겨주었으며 타이틀은 헝가리, 터키, 그리스와 스웨덴을 거쳐 네덜란드로 넘어가게 되었으며 네덜란드는 2010년 FIFA 월드컵 결승전에서 스페인에 패배하기까지 가장 성공적으로 타이틀을 방어해 내었다.

### 첫 아시안컵 대회
유럽에서 머물던 타이틀은 2010년 9월 친선경기에서 아르헨티나가 스페인을 꺾은 뒤 일본에 패하면서 처음으로 아시안컵 대회에 참여하게 되었다. 일본은 모든 경기에서 패하지 않으면서 타이틀을 지켜냈다. 이 후 2011년 도호쿠 지진으로 인해 예정되었던 방어전이 취소되기도 하였고 1년 넘게 타이틀을 방어하였다. 2011년 11월 15일 월드컵 예선 경기에서 FIFA 랭킹 124위인 조선민주주의인민공화국이 일본에 승리하면서 1993년 첫 FIFA 랭킹 발표 이후 가장 낮은 순위로 챔피언에 오른 국가가 되었다.

### 2010년대~현재
조선민주주의인민공화국이 약 2년 4개월간 소유했던 타이틀은 2013년 1월 23일 2013 킹스컵 준결승 스웨덴과의 경기에서 1-1 무승부로 비긴 후 승부차기에서 스웨덴이 4-1로 승리하면서 유럽 팀이 869일간(2년 4개월 14일)만에 타이틀을 소유하게 되었다.
하지만 2주일만에 아르헨티나와의 친선경기에서 패하면서 타이틀은 다시 남아메리카로 넘어가게 되었다. 그리고 아르헨티나는 252일간 8경기에서 방어를 하나 2013년 10월 15일 우루과이가 2014년 FIFA 월드컵 남아메리카 지역 예선에서 아르헨티나를 3-2로 이기면서 우루과이가 챔피언이 되었다.
우루과이는 이후 5경기에서 3승 2무로 타이틀을 방어하고 있었으나, 2014년 6월 14일 2014년 FIFA 월드컵에서 코스타리카한테 1-3으로 패하면서 타이틀이 북중미 팀에게로 넘어가게 되었다. 그리고 네덜란드와 아르헨티나를 거쳐 2014년 FIFA 월드컵 최종 우승국인 독일의 손에 들어오게 되었다.
그러나 9월 3일의 대결에선 아르헨티나는 월드컵 결승전에서의 패배를 4-2로 설욕하면서 독일에게서 챔피언 벨트를 뻇아오면서 다시 세계 챔피언이 되었다. 하지만 곧바로 지역 라이벌인 브라질에게 챔피언 자리를 내줘야 했다. 챔피언이 된 브라질은 9연승을 달리고 있었으나, 2015년 6월 17일 2015년 코파 아메리카에서 콜롬비아에 패하면서 타이틀이 콜롬비아로 넘어가게 되었다. 그러다 8강전에서 아르헨티나가 콜롬비아를 꺾으면서 아르헨티나가 타이틀을 차지하게 되었다. 아르헨티나는 이후 같은 해 7월 4일 2015년 코파 아메리카 결승전에서 칠레에게 승부차기 끝에 패배하면서 타이틀은 칠레의 차지가 되었다. 칠레는 이후 4경기를 3승 1무로 방어했으나, 우루과이에게 패해 우루과이가 2년만에 챔피언이 되었다. 우루과이는 코파 아메리카 센테나리오에서 멕시코에 패하면서 멕시코에게 타이틀이 넘어갔고, 그 멕시코는 칠레에게 무려 0-7로 대패하며 약 1년만에 칠레에게 챔피언 자리를 물려주게 되었다. 이후에 칠레는 콜롬비아, 아르헨티나를 연달아 격파하며 우승했으나, 2018년 FIFA 월드컵 남미 지역 예선에서 파라과이에 패해 타이틀을 내주게 된다. 이후 파라과이는 우루과이에 0-4로 패하며 바로 타이틀을 허용했고, 이후 3경기를 방어했으나 칠레에 1-3으로 패하며 칠레가 다시 타이틀을 탈환하였다. 칠레는 2017년 차이나컵 대회에 출전해 타이틀을 잘 방어했고 이후 아르헨티나에 패했으며, 아르헨티나는 5일 만에 볼리비아에 패하고 말았다. 볼리비아는 이후 니카라과에 2연승하며 타이틀을 방어했으나, 페루에 패하며 타이틀을 허용했다. 그 이후, 페루는 2018년 FIFA 월드컵에서 덴마크에 패하기 전까지 에콰도르, 아르헨티나, 콜롬비아, 뉴질랜드, 크로아티아, 아이슬란드, 스코틀랜드, 사우디아라비아, 스웨덴 등을 상대로 11번 연속 타이틀을 성공적으로 방어한다. 덴마크는 이 타이틀을 결선 토너먼트까지 끌고 갔으나, 16강에서 크로아티아에 승부차기 패배를 당하고 말았다.

## 역대 챔피언 목록
| 챔피언     | 획득일          | 상실일          | 방어 횟수 | 방어일 |
| ---------- | --------------- | --------------- | --------- | ------ |
| 잉글랜드   | 1873년 3월 8일  | 1874년 3월 7일  | 1         | 364    |
| 스코틀랜드 | 1874년 3월 7일  | 1879년 4월 5일  | 8         | 1855   |
| 잉글랜드   | 1879년 4월 5일  | 1880년 3월 13일 | 1         | 343    |
| 스코틀랜드 | 1880년 3월 13일 | 1888년 3월 17일 | 21        | 2926   |
| 잉글랜드   | 1888년 3월 17일 | 1889년 4월 13일 | 4         | 392    |
| 스코틀랜드 | 1889년 4월 13일 | 1891년 4월 6일  | 7         | 723    |
| 잉글랜드   | 1891년 4월 6일  | 1896년 4월 4일  | 15        | 1825   |
| 스코틀랜드 | 1896년 4월 4일  | 1898년 4월 2일  | 6         | 728    |
| 잉글랜드   | 1898년 4월 2일  | 1900년 4월 7일  | 6         | 735    |

| 챔피언     | 획득일          | 상실일          | 방어 횟수 | 방어일 |
| ---------- | --------------- | --------------- | --------- | ------ |
| 스코틀랜드 | 1900년 4월 7일  | 1903년 3월 21일 | 9         | 1078   |
| 아일랜드   | 1903년 3월 21일 | 1904년 3월 12일 | 2         | 357    |
| 잉글랜드   | 1904년 3월 12일 | 1906년 4월 7일  | 8         | 756    |
| 스코틀랜드 | 1906년 4월 7일  | 1907년 3월 4일  | 1         | 331    |
| 웨일스     | 1907년 3월 4일  | 1908년 3월 7일  | 2         | 369    |
| 스코틀랜드 | 1908년 3월 7일  | 1909년 3월 1일  | 3         | 359    |
| 웨일스     | 1909년 3월 1일  | 1909년 3월 15일 | 1         | 14     |
| 잉글랜드   | 1909년 3월 15일 | 1910년 4월 2일  | 7         | 383    |
| 스코틀랜드 | 1910년 4월 2일  | 1913년 4월 5일  | 9         | 1099   |
| 잉글랜드   | 1913년 4월 5일  | 1914년 2월 14일 | 1         | 315    |
| 아일랜드   | 1914년 2월 14일 | 1920년 3월 13일 | 4         | 2219   |

| 챔피언     | 획득일           | 상실일           | 방어 횟수 | 방어일 |
| ---------- | ---------------- | ---------------- | --------- | ------ |
| 스코틀랜드 | 1920년 3월 13일  | 1920년 4월 10일  | 1         | 28     |
| 잉글랜드   | 1920년 4월 10일  | 1921년 4월 9일   | 3         | 364    |
| 스코틀랜드 | 1921년 4월 9일   | 1922년 2월 4일   | 1         | 301    |
| 웨일스     | 1922년 2월 4일   | 1922년 3월 13일  | 1         | 37     |
| 잉글랜드   | 1922년 3월 13일  | 1922년 4월 8일   | 1         | 26     |
| 스코틀랜드 | 1922년 4월 8일   | 1924년 2월 16일  | 4         | 679    |
| 웨일스     | 1924년 2월 16일  | 1925년 2월 14일  | 3         | 364    |
| 스코틀랜드 | 1925년 2월 14일  | 1927년 4월 2일   | 8         | 777    |
| 잉글랜드   | 1927년 4월 2일   | 1927년 10월 22일 | 4         | 203    |
| 아일랜드   | 1927년 10월 22일 | 1928년 2월 4일   | 1         | 105    |
| 웨일스     | 1928년 2월 4일   | 1928년 10월 27일 | 1         | 266    |
| 스코틀랜드 | 1928년 10월 27일 | 1930년 4월 5일   | 8         | 525    |

| 챔피언       | 획득일           | 상실일           | 방어 횟수 | 방어일 |
| ------------ | ---------------- | ---------------- | --------- | ------ |
| 잉글랜드     | 1930년 4월 5일   | 1931년 3월 28일  | 5         | 357    |
| 스코틀랜드   | 1931년 3월 28일  | 1931년 5월 16일  | 1         | 49     |
| 오스트리아   | 1931년 5월 16일  | 1932년 12월 7일  | 12        | 571    |
| 잉글랜드     | 1932년 12월 7일  | 1933년 4월 1일   | 1         | 115    |
| 스코틀랜드   | 1933년 4월 1일   | 1933년 9월 16일  | 1         | 168    |
| 아일랜드     | 1933년 9월 16일  | 1933년 10월 14일 | 1         | 28     |
| 잉글랜드     | 1933년 10월 14일 | 1933년 11월 15일 | 1         | 32     |
| 웨일스       | 1933년 11월 15일 | 1934년 9월 29일  | 1         | 319    |
| 잉글랜드     | 1934년 9월 29일  | 1935년 4월 6일   | 3         | 189    |
| 스코틀랜드   | 1935년 4월 6일   | 1936년 12월 2일  | 6         | 606    |
| 웨일스       | 1936년 12월 2일  | 1937년 11월 17일 | 3         | 350    |
| 잉글랜드     | 1937년 11월 17일 | 1938년 4월 9일   | 2         | 143    |
| 스코틀랜드   | 1938년 4월 9일   | 1939년 4월 15일  | 5         | 371    |
| 잉글랜드     | 1939년 4월 15일  | 1939년 6월 4일   | 2         | 33     |
| 유고슬라비아 | 1939년 6월 4일   | 1939년 6월 4일   | 1         | 17     |
| 이탈리아     | 1939년 6월 4일   | 1939년 11월 12일 | 4         | 161    |
| 스위스       | 1939년 11월 12일 | 1940년 3월 31일  | 2         | 140    |

| 챔피언     | 획득일           | 상실일           | 방어 횟수 | 방어일 |
| ---------- | ---------------- | ---------------- | --------- | ------ |
| 헝가리     | 1940년 3월 31일  | 1941년 4월 6일   | 9         | 371    |
| 독일       | 1941년 4월 6일   | 1941년 4월 20일  | 1         | 14     |
| 스위스     | 1941년 4월 20일  | 1941년 11월 16일 | 1         | 210    |
| 헝가리     | 1941년 11월 16일 | 1942년 5월 3일   | 1         | 168    |
| 독일       | 1942년 5월 3일   | 1942년 9월 20일  | 3         | 140    |
| 스웨덴     | 1942년 9월 20일  | 1942년 11월 15일 | 2         | 56     |
| 스위스     | 1942년 11월 15일 | 1943년 5월 16일  | 2         | 182    |
| 헝가리     | 1943년 5월 16일  | 1943년 11월 7일  | 4         | 175    |
| 스웨덴     | 1943년 11월 7일  | 1945년 11월 25일 | 7         | 749    |
| 스위스     | 1945년 11월 25일 | 1946년 7월 7일   | 1         | 224    |
| 스웨덴     | 1946년 7월 7일   | 1947년 11월 19일 | 10        | 500    |
| 잉글랜드   | 1947년 11월 19일 | 1949년 4월 9일   | 7         | 507    |
| 스코틀랜드 | 1949년 4월 9일   | 1950년 4월 15일  | 4         | 371    |

| 챔피언     | 획득일           | 상실일           | 방어 횟수 | 방어일 |
| ---------- | ---------------- | ---------------- | --------- | ------ |
| 잉글랜드   | 1950년 4월 15일  | 1950년 6월 29일  | 4         | 75     |
| 미국       | 1950년 6월 29일  | 1950년 7월 2일   | 1         | 3      |
| 칠레       | 1950년 7월 2일   | 1952년 4월 20일  | 5         | 658    |
| 브라질     | 1952년 4월 20일  | 1953년 3월 19일  | 4         | 333    |
| 페루       | 1953년 3월 19일  | 1953년 3월 28일  | 1         | 9      |
| 우루과이   | 1953년 3월 28일  | 1954년 4월 10일  | 2         | 378    |
| 파라과이   | 1954년 4월 10일  | 1955년 3월 2일   | 2         | 326    |
| 아르헨티나 | 1955년 3월 2일   | 1956년 2월 5일   | 8         | 340    |
| 브라질     | 1956년 2월 5일   | 1956년 4월 25일  | 11        | 80     |
| 이탈리아   | 1956년 4월 25일  | 1956년 6월 24일  | 1         | 60     |
| 아르헨티나 | 1956년 6월 24일  | 1957년 4월 6일   | 12        | 286    |
| 페루       | 1957년 4월 6일   | 1957년 4월 9일   | 1         | 3      |
| 아르헨티나 | 1957년 4월 9일   | 1957년 7월 10일  | 4         | 92     |
| 브라질     | 1957년 7월 10일  | 1957년 9월 15일  | 1         | 67     |
| 칠레       | 1957년 9월 15일  | 1957년 9월 29일  | 3         | 14     |
| 볼리비아   | 1957년 9월 29일  | 1957년 10월 27일 | 2         | 28     |
| 아르헨티나 | 1957년 10월 27일 | 1958년 4월 6일   | 1         | 161    |
| 우루과이   | 1958년 4월 6일   | 1958년 4월 30일  | 1         | 24     |
| 아르헨티나 | 1958년 4월 30일  | 1958년 6월 8일   | 1         | 39     |
| 서독       | 1958년 6월 8일   | 1958년 6월 29일  | 4         | 16     |
| 스웨덴     | 1958년 6월 24일  | 1958년 6월 29일  | 1         | 5      |
| 브라질     | 1958년 6월 29일  | 1959년 12월 12일 | 11        | 531    |
| 우루과이   | 1959년 12월 12일 | 1960년 8월 17일  | 7         | 249    |

| 챔피언         | 획득일           | 상실일           | 방어 횟수 | 방어일 |
| -------------- | ---------------- | ---------------- | --------- | ------ |
| 아르헨티나     | 1960년 8월 17일  | 1961년 6월 11일  | 5         | 298    |
| 스페인         | 1961년 6월 11일  | 1962년 5월 31일  | 4         | 354    |
| 체코슬로바키아 | 1962년 5월 31일  | 1962년 6월 7일   | 2         | 7      |
| 멕시코         | 1962년 6월 7일   | 1963년 3월 24일  | 1         | 290    |
| 앤티가 바부다  | 1963년 3월 24일  | 1963년 3월 28일  | 1         | 4      |
| 코스타리카     | 1963년 3월 28일  | 1963년 9월 4일   | 6         | 160    |
| 콜롬비아       | 1963년 9월 4일   | 1965년 6월 20일  | 1         | 655    |
| 에콰도르       | 1965년 6월 20일  | 1965년 8월 22일  | 3         | 63     |
| 칠레           | 1965년 8월 22일  | 1966년 2월 23일  | 2         | 185    |
| 소련           | 1966년 2월 23일  | 1966년 7월 25일  | 10        | 152    |
| 서독           | 1966년 7월 25일  | 1966년 7월 30일  | 1         | 5      |
| 잉글랜드       | 1966년 7월 30일  | 1967년 4월 15일  | 4         | 259    |
| 스코틀랜드     | 1967년 4월 15일  | 1967년 5월 10일  | 1         | 25     |
| 소련           | 1967년 5월 10일  | 1967년 10월 15일 | 9         | 158    |
| 오스트리아     | 1967년 10월 15일 | 1968년 6월 16일  | 4         | 245    |
| 소련           | 1968년 6월 16일  | 1969년 8월 6일   | 4         | 416    |
| 스웨덴         | 1969년 8월 6일   | 1969년 11월 1일  | 4         | 87     |
| 프랑스         | 1969년 11월 1일  | 1970년 3월 3일   | 3         | 183    |

| 챔피언         | 획득일           | 상실일           | 방어 횟수 | 방어일 |
| -------------- | ---------------- | ---------------- | --------- | ------ |
| 스위스         | 1970년 3월 3일   | 1970년 11월 15일 | 2         | 196    |
| 헝가리         | 1970년 11월 15일 | 1971년 5월 19일  | 3         | 185    |
| 불가리아       | 1971년 5월 19일  | 1971년 9월 25일  | 2         | 129    |
| 헝가리         | 1971년 9월 25일  | 1972년 1월 12일  | 4         | 109    |
| 스페인         | 1972년 1월 12일  | 1973년 5월 2일   | 8         | 476    |
| 네덜란드       | 1973년 5월 2일   | 1974년 7월 7일   | 15        | 431    |
| 서독           | 1974년 7월 7일   | 1975년 3월 12일  | 4         | 248    |
| 잉글랜드       | 1975년 3월 12일  | 1975년 10월 30일 | 7         | 232    |
| 체코슬로바키아 | 1975년 10월 30일 | 1976년 11월 17일 | 12        | 384    |
| 서독           | 1976년 11월 17일 | 1977년 2월 23일  | 1         | 98     |
| 프랑스         | 1977년 2월 23일  | 1977년 3월 30일  | 1         | 35     |
| 아일랜드       | 1977년 3월 30일  | 1977년 6월 1일   | 2         | 63     |
| 불가리아       | 1977년 6월 1일   | 1977년 11월 16일 | 4         | 168    |
| 프랑스         | 1977년 11월 16일 | 1978년 6월 2일   | 6         | 198    |
| 이탈리아       | 1978년 6월 2일   | 1978년 6월 21일  | 5         | 19     |
| 네덜란드       | 1978년 6월 21일  | 1978년 6월 25일  | 1         | 4      |
| 아르헨티나     | 1978년 6월 25일  | 1979년 7월 18일  | 5         | 388    |
| 볼리비아       | 1979년 7월 18일  | 1979년 8월 1일   | 2         | 14     |
| 파라과이       | 1979년 8월 1일   | 1979년 12월 5일  | 9         | 126    |
| 칠레           | 1979년 12월 5일  | 1980년 6월 24일  | 2         | 202    |

| 챔피언       | 획득일           | 상실일           | 방어 횟수 | 방어일 |
| ------------ | ---------------- | ---------------- | --------- | ------ |
| 브라질       | 1980년 6월 24일  | 1981년 1월 10일  | 8         | 200    |
| 우루과이     | 1981년 1월 10일  | 1981년 8월 23일  | 4         | 225    |
| 페루         | 1981년 8월 23일  | 1982년 3월 23일  | 2         | 212    |
| 칠레         | 1982년 3월 23일  | 1982년 3월 30일  | 1         | 7      |
| 페루         | 1982년 3월 30일  | 1982년 6월 22일  | 7         | 84     |
| 폴란드       | 1982년 6월 22일  | 1982년 7월 8일   | 3         | 16     |
| 이탈리아     | 1982년 7월 8일   | 1982년 10월 27일 | 2         | 111    |
| 스위스       | 1982년 10월 27일 | 1983년 5월 13일  | 5         | 168    |
| 소련         | 1983년 5월 13일  | 1983년 11월 13일 | 7         | 214    |
| 포르투갈     | 1983년 11월 13일 | 1984년 6월 2일   | 1         | 202    |
| 유고슬라비아 | 1984년 6월 2일   | 1984년 6월 13일  | 2         | 11     |
| 벨기에       | 1984년 6월 13일  | 1984년 6월 16일  | 1         | 3      |
| 프랑스       | 1984년 6월 16일  | 1985년 5월 2일   | 8         | 320    |
| 불가리아     | 1985년 5월 2일   | 1985년 9월 4일   | 3         | 125    |
| 네덜란드     | 1985년 9월 4일   | 1985년 10월 16일 | 1         | 42     |
| 벨기에       | 1985년 10월 16일 | 1985년 11월 20일 | 1         | 35     |
| 네덜란드     | 1985년 11월 20일 | 1986년 5월 14일  | 3         | 175    |
| 서독         | 1986년 5월 14일  | 1986년 6월 13일  | 3         | 30     |
| 덴마크       | 1986년 6월 13일  | 1986년 6월 18일  | 1         | 5      |
| 스페인       | 1986년 6월 18일  | 1986년 6월 22일  | 1         | 4      |
| 벨기에       | 1986년 6월 22일  | 1986년 6월 25일  | 1         | 3      |
| 아르헨티나   | 1986년 6월 25일  | 1987년 6월 10일  | 2         | 350    |
| 이탈리아     | 1987년 6월 10일  | 1988년 6월 4일   | 8         | 360    |
| 웨일스       | 1988년 6월 4일   | 1988년 9월 14일  | 1         | 102    |
| 네덜란드     | 1988년 9월 14일  | 1988년 11월 16일 | 2         | 63     |
| 이탈리아     | 1988년 11월 16일 | 1989년 3월 29일  | 4         | 133    |
| 루마니아     | 1989년 3월 29일  | 1989년 4월 12일  | 1         | 14     |
| 폴란드       | 1989년 4월 12일  | 1989년 5월 7일   | 2         | 25     |
| 스웨덴       | 1989년 5월 7일   | 1989년 6월 14일  | 2         | 38     |
| 덴마크       | 1989년 6월 14일  | 1989년 8월 23일  | 2         | 70     |
| 벨기에       | 1989년 8월 23일  | 1990년 1월 17일  | 4         | 147    |

| 챔피언         | 획득일           | 상실일           | 방어 횟수 | 방어일 | 획득시 FIFA 랭킹 |
| -------------- | ---------------- | ---------------- | --------- | ------ | ---------------- |
| 그리스         | 1990년 1월 17일  | 1990년 11월 21일 | 6         | 308    |                  |
| 네덜란드       | 1990년 11월 21일 | 1992년 2월 13일  | 8         | 449    |                  |
| 포르투갈       | 1992년 2월 13일  | 1992년 6월 4일   | 2         | 112    |                  |
| 미국           | 1992년 6월 4일   | 1992년 6월 14일  | 2         | 10     |                  |
| 오스트레일리아 | 1992년 6월 14일  | 1992년 6월 18일  | 1         | 4      |                  |
| 아르헨티나     | 1992년 6월 18일  | 1993년 8월 15일  | 15        | 423    |                  |
| 콜롬비아       | 1993년 8월 15일  | 1994년 4월 7일   | 11        | 235    | 19               |
| 볼리비아       | 1994년 4월 7일   | 1994년 4월 20일  | 1         | 13     | 56               |
| 루마니아       | 1994년 4월 20일  | 1994년 6월 22일  | 5         | 63     | 11               |
| 스위스         | 1994년 6월 22일  | 1994년 6월 26일  | 1         | 4      | 8                |
| 콜롬비아       | 1994년 6월 26일  | 1995년 1월 31일  | 1         | 219    | 17               |
| 대한민국       | 1995년 1월 31일  | 1995년 2월 4일   | 1         | 4      | 35               |
| 유고슬라비아   | 1995년 2월 4일   | 1995년 5월 31일  | 2         | 116    |                  |
| 러시아         | 1995년 5월 31일  | 1996년 6월 11일  | 14        | 377    | 15               |
| 이탈리아       | 1996년 6월 11일  | 1996년 6월 14일  | 1         | 3      | 7                |
| 체코           | 1996년 6월 14일  | 1996년 6월 30일  | 4         | 16     | 10               |
| 독일           | 1996년 6월 30일  | 1998년 3월 25일  | 16        | 633    | 2                |
| 브라질         | 1998년 3월 25일  | 1998년 4월 29일  | 1         | 35     | 1                |
| 아르헨티나     | 1998년 4월 29일  | 1998년 7월 4일   | 8         | 66     | 7                |
| 네덜란드       | 1998년 7월 4일   | 1998년 7월 7일   | 1         | 3      | 25               |
| 브라질         | 1998년 7월 7일   | 1998년 7월 12일  | 1         | 5      | 1                |
| 프랑스         | 1998년 7월 12일  | 1999년 6월 5일   | 9         | 328    | 18               |
| 러시아         | 1999년 6월 5일   | 2000년 2월 23일  | 6         | 263    | 33               |

| 챔피언     | 획득일           | 상실일           | 방어 횟수 | 방어일 | 획득시 FIFA 랭킹 |
| ---------- | ---------------- | ---------------- | --------- | ------ | ---------------- |
| 이스라엘   | 2000년 2월 23일  | 2000년 4월 26일  | 2         | 63     | 29               |
| 체코       | 2000년 4월 26일  | 2000년 6월 3일   | 1         | 38     | 2                |
| 독일       | 2000년 6월 3일   | 2000년 6월 17일  | 3         | 14     | 6                |
| 잉글랜드   | 2000년 6월 17일  | 2000년 6월 20일  | 1         | 3      | 12               |
| 루마니아   | 2000년 6월 20일  | 2000년 6월 24일  | 1         | 4      | 10               |
| 이탈리아   | 2000년 6월 24일  | 2000년 7월 2일   | 2         | 8      | 14               |
| 프랑스     | 2000년 7월 2일   | 2001년 3월 28일  | 7         | 269    | 2                |
| 스페인     | 2001년 3월 28일  | 2002년 3월 27일  | 8         | 364    | 7                |
| 네덜란드   | 2002년 3월 27일  | 2003년 9월 10일  | 13        | 532    | 9                |
| 체코       | 2003년 9월 10일  | 2004년 3월 31일  | 4         | 203    | 4                |
| 아일랜드   | 2004년 3월 31일  | 2004년 5월 29일  | 3         | 59     | 15               |
| 나이지리아 | 2004년 5월 29일  | 2004년 6월 20일  | 3         | 22     | 16               |
| 앙골라     | 2004년 6월 20일  | 2005년 3월 27일  | 8         | 280    | 85               |
| 짐바브웨   | 2005년 3월 27일  | 2005년 10월 8일  | 9         | 195    | 63               |
| 나이지리아 | 2005년 10월 8일  | 2005년 11월 16일 | 1         | 39     | 29               |
| 루마니아   | 2005년 11월 16일 | 2006년 5월 23일  | 3         | 188    | 28               |
| 우루과이   | 2006년 5월 23일  | 2006년 9월 27일  | 5         | 127    | 22               |
| 베네수엘라 | 2006년 9월 27일  | 2006년 10월 18일 | 1         | 21     | 80               |
| 우루과이   | 2006년 10월 18일 | 2006년 11월 15일 | 1         | 28     | 17               |
| 조지아     | 2006년 11월 15일 | 2007년 3월 24일  | 2         | 129    | 98               |
| 스코틀랜드 | 2007년 3월 24일  | 2007년 3월 28일  | 1         | 4      | 16               |
| 이탈리아   | 2007년 3월 28일  | 2007년 8월 22일  | 3         | 147    | 2                |
| 헝가리     | 2007년 8월 22일  | 2007년 9월 12일  | 2         | 21     | 65               |
| 튀르키예   | 2007년 9월 12일  | 2007년 10월 17일 | 2         | 35     | 22               |
| 그리스     | 2007년 10월 17일 | 2008년 5월 24일  | 6         | 220    | 15               |
| 헝가리     | 2008년 5월 24일  | 2008년 9월 10일  | 4         | 109    | 57               |
| 스웨덴     | 2008년 9월 10일  | 2008년 11월 19일 | 1         | 70     | 31               |
| 네덜란드   | 2008년 11월 19일 | 2010년 7월 11일  | 22        | 599    | 9                |

| 챔피언                 | 획득일           | 상실일           | 방어 횟수 | 방어일 | 획득시 FIFA 랭킹 |
| ---------------------- | ---------------- | ---------------- | --------- | ------ | ---------------- |
| 스페인                 | 2010년 7월 11일  | 2010년 9월 7일   | 3         | 58     | 2                |
| 아르헨티나             | 2010년 9월 7일   | 2010년 10월 8일  | 1         | 31     | 5                |
| 일본                   | 2010년 10월 8일  | 2011년 11월 15일 | 15        | 403    | 30               |
| 조선민주주의인민공화국 | 2011년 11월 15일 | 2013년 1월 23일  | 13        | 435    | 124              |
| 스웨덴                 | 2013년 1월 23일  | 2013년 2월 6일   | 1         | 14     | 19               |
| 아르헨티나             | 2013년 2월 6일   | 2013년 10월 15일 | 9         | 251    | 3                |
| 우루과이               | 2013년 10월 15일 | 2014년 6월 14일  | 6         | 242    | 7                |
| 코스타리카             | 2014년 6월 14일  | 2014년 7월 5일   | 3         | 21     | 28               |
| 네덜란드               | 2014년 7월 5일   | 2014년 7월 9일   | 1         | 4      | 15               |
| 아르헨티나             | 2014년 7월 9일   | 2014년 7월 13일  | 1         | 4      | 5                |
| 독일                   | 2014년 7월 13일  | 2014년 9월 3일   | 1         | 52     | 2                |
| 아르헨티나             | 2014년 9월 3일   | 2014년 10월 11일 | 1         | 38     | 2                |
| 브라질                 | 2014년 10월 11일 | 2015년 6월 17일  | 9         | 249    | 6                |
| 콜롬비아               | 2015년 6월 17일  | 2015년 6월 26일  | 2         | 9      | 4                |
| 아르헨티나             | 2015년 6월 26일  | 2015년 7월 4일   | 2         | 8      | 3                |
| 칠레                   | 2015년 7월 4일   | 2015년 11월 17일 | 5         | 137    | 19               |
| 우루과이               | 2015년 11월 17일 | 2016년 6월 5일   | 4         | 202    | 19               |
| 멕시코                 | 2016년 6월 5일   | 2016년 6월 18일  | 3         | 13     | 16               |
| 칠레                   | 2016년 6월 18일  | 2016년 9월 1일   | 3         | 75     | 5                |
| 파라과이               | 2016년 9월 1일   | 2016년 9월 6일   | 1         | 5      | 42               |
| 우루과이               | 2016년 9월 6일   | 2016년 11월 15일 | 4         | 70     | 12               |
| 칠레                   | 2016년 11월 15일 | 2017년 3월 23일  | 3         | 128    | 6                |
| 아르헨티나             | 2017년 3월 23일  | 2017년 3월 28일  | 1         | 5      | 1                |
| 볼리비아               | 2017년 3월 28일  | 2017년 8월 31일  | 3         | 156    | 97               |
| 페루                   | 2017년 8월 31일  | 2018년 6월 16일  | 11        | 289    | 15               |
| 덴마크                 | 2018년 6월 16일  | 2018년 7월 1일   | 3         | 15     | 12               |
| 크로아티아             | 2018년 7월 1일   | 2018년 7월 15일  | 3         | 14     | 20               |
| 프랑스                 | 2018년 7월 15일  | 2018년 11월 16일 | 5         | 124    | 7                |
| 네덜란드               | 2018년 11월 16일 | 2019년 3월 24일  | 3         | 128    | 15               |
| 독일                   | 2019년 3월 24일  | 2019년 9월 6일   | 3         | 166    | 16               |
| 네덜란드               | 2019년 9월 6일   | 2020년 9월 7일   | 7         | 367    | 16               |

| 챔피언       | 획득일           | 상실일           | 방어 횟수 | 방어일 | 획득시 FIFA 랭킹 |
| ------------ | ---------------- | ---------------- | --------- | ------ | ---------------- |
| 이탈리아     | 2020년 9월 7일   | 2021년 10월 6일  | 22        | 394    | 13               |
| 스페인       | 2021년 10월 6일  | 2021년 10월 10일 | 1         | 4      | 8                |
| 프랑스       | 2021년 10월 10일 | 2022년 6월 3일   | 5         | 236    | 4                |
| 덴마크       | 2022년 6월 3일   | 2022년 6월 10일  | 2         | 7      | 11               |
| 크로아티아   | 2022년 6월 10일  | 2022년 12월 13일 | 10        | 186    | 16               |
| 아르헨티나   | 2022년 12월 13일 | 2023년 11월 16일 | 10        | 338    | 3                |
| 우루과이     | 2023년 11월 16일 | 2024년 3월 26일  | 2         | 131    | 15               |
| 코트디부아르 | 2024년 3월 26일  | 2024년 10월 15일 | 3         | 203    | 39               |
| 시에라리온   | 2024년 10월 15일 | 2024년 10월 27일 | 1         | 12     | 125              |
| 라이베리아   | 2024년 10월 27일 | 2024년 11월 17일 | 3         | 21     | 149              |
| 알제리       | 2024년 11월 17일 | 2025년 6월 10일  | 6         | 205    | 37               |
| 스웨덴       | 2025년 6월 10일  | 현재 챔피언      | 1         | 57     | 28               |

## 규칙
- 국제 축구 경기에서 처음으로 이긴 팀이 초대 비공식 축구 세계 챔피언이 된다. 1873년 두 번째 국제 경기에서 잉글랜드가 스코틀랜드를 4대 2로 꺾고 초대 챔피언이 되었다. 첫 번째 국제 경기는 두 팀이 무승부를 기록하였다.
- 챔피언 국가의 FIFA 공인 A 매치가 타이틀 매치가 된다. 승자가 타이틀을 가져간다.
  - 만약 타이틀 매치가 무승부로 끝난다면, 현재의 챔피언이 자격을 유지하게 된다. 승패는 연장전과 승부차기를 포함한 최종 결과에 따른다.
- 타이틀 매치는 그 경기의 주관 기관의 규칙에 따른다.

## 국제 축구 대회
각 대륙권 대회는 챔피언이 참가한 대회의 목록만을 표시하였다.

### 월드컵 본선
| 년도 | 참가 여부 | 대회 전 챔피언 | 대회 후 챔피언 | 불참한 챔피언 |
| ---- | --------- | -------------- | -------------- | ------------- |
| 1930 | X         | -              | -              | 잉글랜드      |
| 1934 | X         | -              | -              | 웨일스        |
| 1938 | X         | -              | -              | 스코틀랜드    |
| 1950 | O         | 잉글랜드       | 칠레           | -             |
| 1954 | X         | -              | -              | 파라과이      |
| 1958 | O         | 아르헨티나     | 브라질         | -             |
| 1962 | O         | 스페인         | 멕시코         | -             |
| 1966 | O         | 소련           | 잉글랜드       | -             |
| 1970 | X         | -              | -              | 스위스        |
| 1974 | O         | 네덜란드       | 서독           | -             |
| 1978 | O         | 프랑스         | 아르헨티나     | -             |
| 1982 | O         | 페루           | 이탈리아       | -             |
| 1986 | O         | 서독           | 아르헨티나     | -             |
| 1990 | X         | -              | -              | 그리스        |
| 1994 | O         | 루마니아       | 콜롬비아       | -             |
| 1998 | O         | 아르헨티나     | 프랑스         | -             |
| 2002 | X         | -              | -              | 네덜란드      |
| 2006 | X         | -              | -              | 우루과이      |
| 2010 | O         | 네덜란드       | 스페인         | -             |
| 2014 | O         | 우루과이       | 독일           | -             |
| 2018 | O         | 페루           | 프랑스         | -             |
| 2022 | O         | 크로아티아     | 아르헨티나     | -             |

모든 비공식 축구 세계 챔피언은 월드컵 본선 무대에서 타이틀을 방어하지 못했다. 1974년과 2010년 네덜란드가 타이틀을 방어하며 결승전까지 올라갔으나 각각 서독과 스페인에 패배하였다. 1986년 서독 역시 결승전에서 패배하였으나 조별 리그에서 덴마크에 패배하면서 챔피언 타이틀의 주인은 이미 바뀐 상태였으며 결국 해당 대회를 우승한 아르헨티나에 넘어갔다.
1950년의 칠레와 1962년의 멕시코, 그리고 1994년의 콜롬비아는 조별 리그에서 탈락했으나 비공식 축구 세계 챔피언의 자격을 유지하였다. 칠레의 경우 당시 비공식 챔피언인 잉글랜드를 미국이 잡고 그 미국을 칠레가 잡으면서 대회에서 유일한 승점을 얻고 탈락하였고, 멕시코 역시 당시 챔피언인 스페인을 체코슬로바키아가 잡고 체코슬로바키아를 멕시코가 유일한 승점을 얻으면서 잡았고 콜롬비아도 당시 챔피언인 루마니아가 스위스한테 잡히고 그 스위스를 콜롬비아가 대회에서 유일한 승점을 얻으면서 잡았기에 가능하였다. 재미있는 사실은 위의 3팀 모두 다 대회 이전 챔피언이었던 팀에게는 졌다는 것이다.

### 유럽 축구 선수권 대회
| 년도 | 대회 전 챔피언 | 대회 후 챔피언 |
| ---- | -------------- | -------------- |
| 1976 | 체코슬로바키아 | 체코슬로바키아 |
| 1984 | 유고슬라비아   | 프랑스         |
| 1996 | 러시아         | 독일           |
| 2000 | 독일           | 프랑스         |
| 2020 | 이탈리아       | 이탈리아       |

체코슬로바키아, 이탈리아만이 대회에서 타이틀 방어에 성공과 동시에 우승을 차지했다.

### 남미 축구 선수권 대회/코파 아메리카
| 년도  | 대회 전 챔피언 | 대회 후 챔피언 |
| ----- | -------------- | -------------- |
| 1953  | 브라질         | 우루과이       |
| 1955  | 파라과이       | 아르헨티나     |
| 1956* | 아르헨티나     | 브라질         |
| 1957  | 아르헨티나     | 페루           |
| 1959  | 브라질         | 브라질         |
| 1959* | 아르헨티나     | 페루           |
| 1979  | 파라과이       | 칠레           |
| 1993  | 아르헨티나     | 아르헨티나     |
| 2015  | 브라질         | 칠레           |
| 2016  | 우루과이       | 칠레           |

*: 우승컵이 주어지지 않은 번외 대회였으나 현재 남미 축구 연맹에서는 공식 대회로 기록하고 있다.
1959년 아르헨티나 대회의 브라질은 타이틀 방어에는 성공했으나 대회가 리그 방식이었기 때문에 아르헨티나에게 승점이 밀리면서 대회 우승에는 실패했다.
이에 반해 1993년의 아르헨티나는 결승전을 제외한 2경기를 승부차기로 이기면서 타이틀 방어와 동시에 당 대회 우승을 차지했다.

### 북중미 축구 선수권 대회
| 년도 | 대회 전 챔피언 | 대회 후 챔피언 |
| ---- | -------------- | -------------- |
| 1963 | 멕시코         | 코스타리카     |

### 아시안컵
| 년도 | 대회 전 챔피언 | 대회 후 챔피언 |
| ---- | -------------- | -------------- |
| 2011 | 일본           | 일본           |

일본이 처음으로 챔피언 타이틀을 가지고 대회에 참가했으며 또한 그 대회를 우승하였다.

### 아프리카 네이션스컵
아프리카의 대륙권 대회에는 아직까지 챔피언이 참가하지 않았다.

### OFC 네이션스컵
오세아니아의 대륙권 대회에는 아직까지 챔피언이 참가하지 않았다.

### 컨페더레이션스컵
| 년도 | 대회 전 챔피언 | 대회 후 챔피언 |
| ---- | -------------- | -------------- |
| 1992 | 아르헨티나     | 아르헨티나     |

## 유사 개념
비공식 축구 세계 챔피언뿐 아니라 두 개의 비슷한 개념이 있으며 각각 다른 규정과 역사를 가지고 있다.

### 나사시의 바톤
비슷한 개념으로 나사시의 바톤(Nasazzi's Baton)이 있다. 이는 첫 FIFA 월드컵 우승국인 우루과이로부터 시작되며 우루과이의 주장인 호세 나사시에서 이름을 따 왔다. 나사시의 바톤은 비공식 축구 세계 챔피언과 같은 규칙을 따르며 한가지 다른 점은 오직 90분의 정규 시간 결과 만을 가지고 판단한다는 점이다. 나사시의 바톤과 비공식 축구 세계 챔피언을 한 나라에서 보유하게 되기도 하는데 2010년 FIFA 월드컵 결승전에서 네덜란드가 스페인과 무승부 후 연장전에서 패배함으로써 다시 다른 길을 가게 되었다. 다음 월드컵인 2014년 FIFA 월드컵 결승전 나사시의 바톤을 가진 아르헨티나가 올라왔으나 정규 시간 무승부 후 연장전에서 독일에게 패배하면서 한 나라에서 보유할 수 있는 기회를 놓치게 되었다.

### 파운드 포 파운드 월드 챔피언십
다른 비슷한 개념으로 파운드 포 파운드 월드 챔피언십(Pound for Pound World Championship, PPWC)이 있다. 이는 스코틀랜드 축구 잡지인 디 어웨이 엔드 보관됨 2012-03-25 - 웨이백 머신가 만들어 냈으며 비공식 축구 세계 챔피언과 비슷한 규칙을 따르지만 오직 대회에 포함된 경기(FIFA에서 친선경기로 인정하는 비공식 대회도 포함)만을 인정한다. 비공식 축구 세계 챔피언과 마찬가지로 연장전과 승부차기도 경기의 승자를 가리는 결과에 포함된다. 첫 FIFA 월드컵 대회부터 챔피언을 선정하기 시작하였고 어느 팀이 타이틀을 획득하더라도 모든 FIFA 월드컵 결승전이 시작될 때 타이틀을 반납하여야 한다. 월드컵 토너먼트가 끝나게 되면 우승국이 새로운 파운드 포 파운드 월드 챔피언이 된다. 따라서 매 4년마다 이 타이틀은 초기화 된다.